# 「ハヤテのごとく!」キャラクターカバーCD 〜選曲:畑健二郎〜
『「ハヤテのごとく!」キャラクターカバーCD 〜選曲：畑健二郎〜』（はやてのごとくきゃらくたーかばーしーでぃーせんきょくはたけんじろう）は、畑健二郎の漫画作品『ハヤテのごとく!』及びそれを原作とするアニメに登場するキャラクターによる、カバーアルバムである。品番は初回限定版がGNCA-1179、通常版がGNCA-1180。

## 解説
選曲は原作者畑健二郎が担当。当初は2009年2月14日に発売の予定だったが、諸般の事情により延期された。初回限定盤には、ハヤテ&ナギによる各楽曲の前説、後説的な内容を収録した特典CD付。

## 収録曲
1. 虹色のSneaker
  - 作詞・作曲:辛島美登里 / 編曲:岩崎文紀
  - オリジナル歌唱:林原めぐみ
  - 歌:三千院ナギ starring 釘宮理恵
  - 声優の林原めぐみの2ndシングル
  - ラジオ関西系ラジオ『林原めぐみのHeartful Station』テーマソング
2. 悲しみよこんにちは
  - 作詞:森雪之丞 / 作曲:玉置浩二 / 編曲:岩崎文紀
  - オリジナル歌唱:斉藤由貴
  - 歌:マリア starring 田中理恵
  - 女優・歌手:斉藤由貴の5thシングル
  - フジテレビ系テレビアニメ『めぞん一刻』オープニングテーマ（#1〜#23、#25〜#37）
3. 残酷な天使のテーゼ
  - 作詞:及川眠子 / 作曲:佐藤英敏 / 編曲:池田森
  - オリジナル歌唱:高橋洋子
  - 歌:桂ヒナギク starring 伊藤静
  - 歌手:高橋洋子の11thシングル
  - テレビ東京系テレビアニメ『新世紀エヴァンゲリオン』オープニングテーマ
  - TVアニメ『ハヤテのごとく!!』第12話挿入歌として使用された。
4. ガンダーラ
  - 作詞:奈良橋陽子(英語詞)・山上路夫(日本語詞) / 作曲:タケカワユキヒデ / 編曲:岸村正実
  - オリジナル歌唱:ゴダイゴ
  - 歌:鷺ノ宮伊澄 starring 松来未祐
  - 音楽グループ・ゴダイゴの7thシングル
  - 日本テレビ系ドラマ『西遊記』エンディングテーマ
5. STEP
  - 作詞・作曲:立花瞳 / 編曲:丸尾稔
  - オリジナル歌唱: a・chi-a・chi
  - 歌:橘ワタル with 貴嶋サキ starring 井上麻里奈 with 中島沙樹
  - 日本テレビ系テレビアニメ『魔神英雄伝ワタル』オープニングテーマ
6. マハラジャになりたい!!
  - 作詞:浅野真澄 / 作曲:鷲崎健 / 編曲:根岸貴幸
  - オリジナル歌唱:milk rings
  - 歌:桂雪路 starring 生天目仁美
  - 浅野真澄・鷲崎健の音楽ユニット『milk rings』のミニアルバム
  - 文化放送系ラジオ『A&G 超RADIO SHOW〜アニスパ!〜』オープニングテーマ (#210〜)
7. 両手を広げて
  - 作詞:いしいめぐみ / 作曲:風戸慎介 / 編曲:澤口和彦
  - オリジナル歌唱:伊東恵里
  - 歌:愛沢咲夜 starring 植田佳奈
  - フジテレビ系『ハウス世界名作劇場』枠放映テレビアニメ『トラップ一家物語』エンディングテーマ
8. My Heart言い出せない、Your Heart確かめたい
  - 作詞:長谷川空 / 作曲:安田毅 / 編曲:澤口和彦
  - オリジナル歌唱:GODDESS FAMILY CLUB(井上喜久子&冬馬由美&久川綾)
  - 歌:白皇学院生徒会三人娘 starring 矢作紗友里&中尾衣里&浅野真澄
  - OVA『ああっ女神さまっ』オープニングテーマ
9. こころはタマゴ
  - 作詞:荒木とよひさ / 作曲:つのごうじ / 編曲:丸尾稔
  - オリジナル歌唱:影山ヒロノブ
  - 歌:西沢歩 starring 高橋美佳子
  - テレビ朝日系『スーパー戦隊シリーズ』第15作『鳥人戦隊ジェットマン』エンディングテーマ
10. 木の芽風
  - 作詞・作曲:IKU / 編曲:岸村正実
  - オリジナル歌唱:IKU
  - 歌:綾崎ハヤテ starring 白石涼子
  - テレビ東京系テレビアニメ『ハヤテのごとく! 』エンディングテーマ（#40〜#52）